# 半導体レーザー

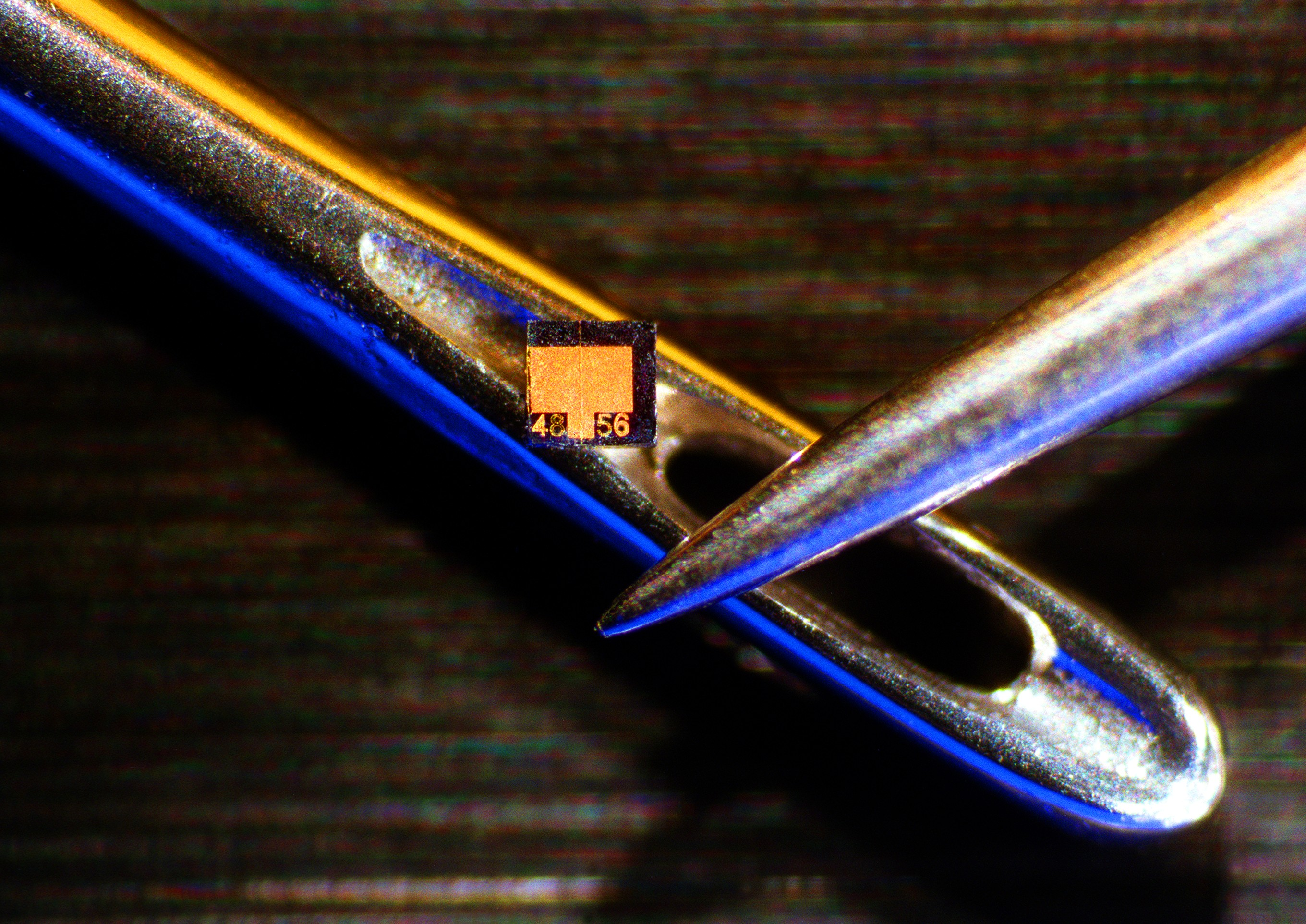
レーザーダイオード本体。非常に小さい。

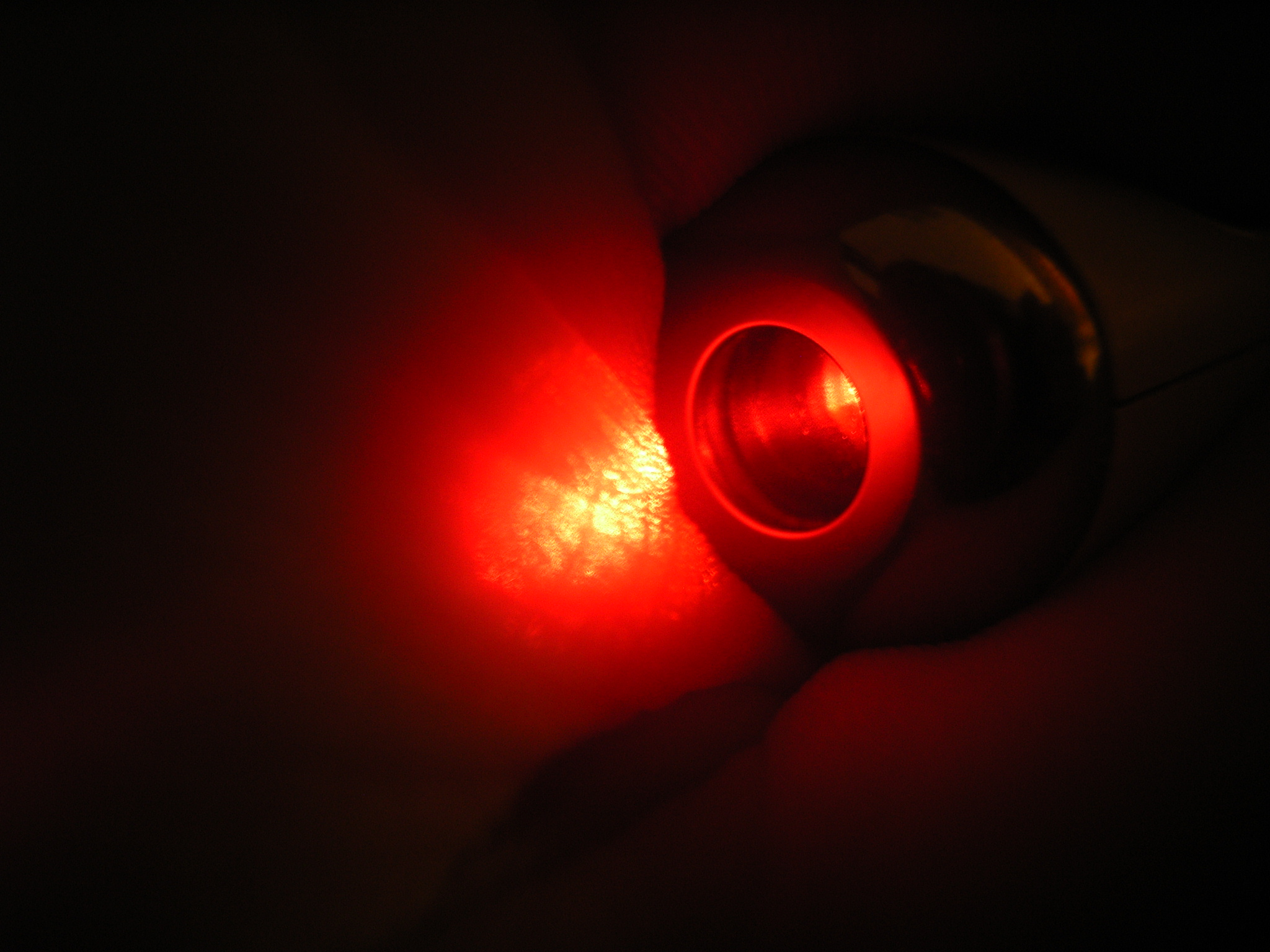
赤色レーザーダイオードの発振

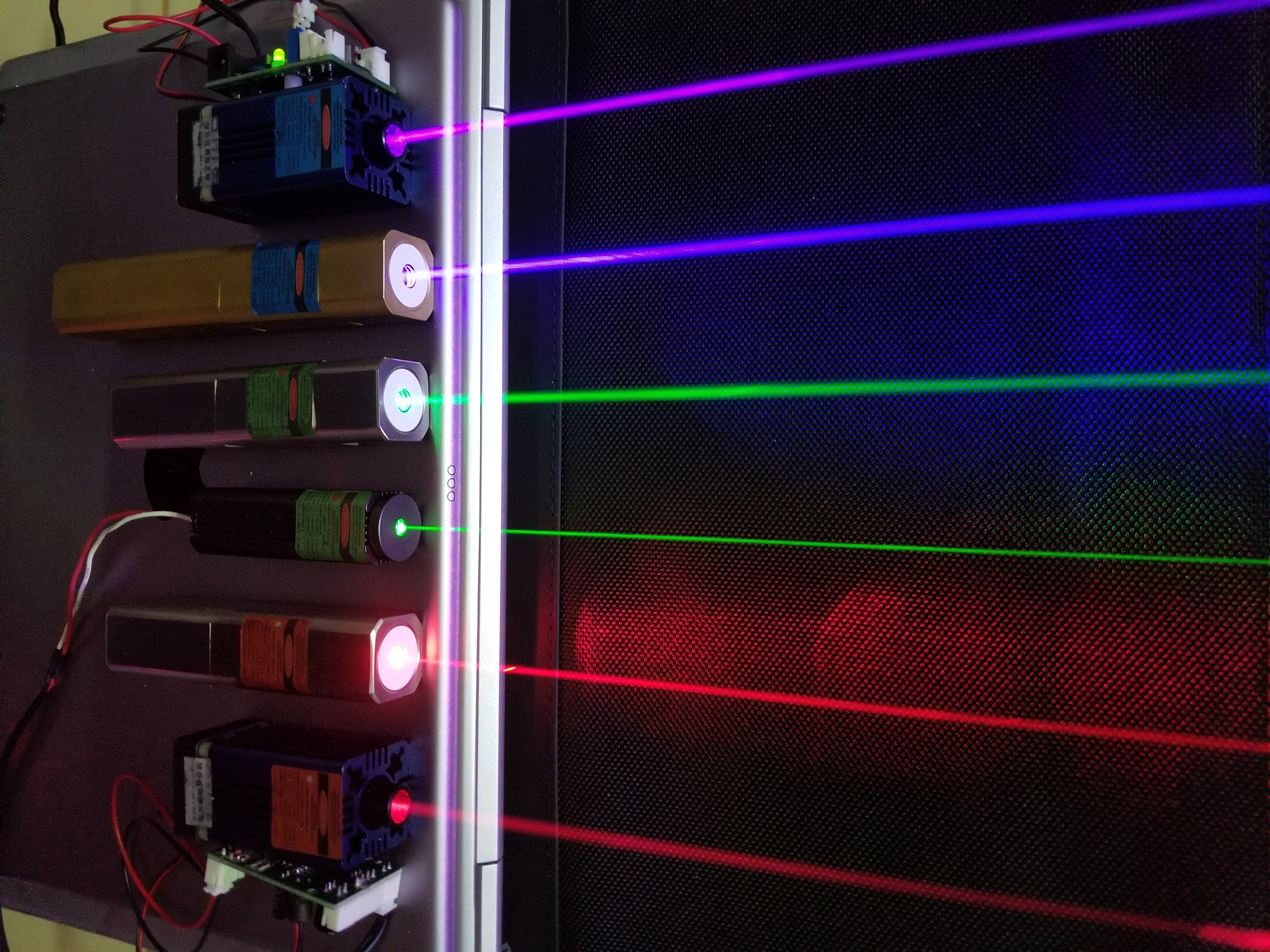
半導体レーザー

半導体レーザー（はんどうたいレーザー、英語: semiconductor laser）は、半導体の再結合発光を利用したレーザーである。
同じものを指すのに、ダイオードレーザー (英語: diode laser) や、レーザーダイオードという名称も良く用いられLDと表記されることも多い。半導体の構成元素によって発振する中心周波数、つまりレーザー光の色が決まる。常温で動作するものの他に、共振器構造や出力電力によっては冷却が必要なものもある。

## 概要

半導体レーザーの基本的な構造

レーザーの発振には反転分布の形成が必要であるが、このための励起機構としては、半導体に数ボルトほどの電圧を印加することで電子を注入する方式が一般的である。基本的にはpn接合領域の両端から電子と正孔を加え、これらが再結合する時に光子の形でバンドギャップに相当するエネルギーを放出するのを利用する。量子井戸構造などを用いて電子と正孔を接合部の狭い領域に高密度に注入することで、最初の小規模に放出された光（＝電磁波）が次々と誘導放出を招くことで継続的に発光現象を生じさせ、雪崩のように光量が増す効果を利用している。誘導放出によって増幅された光は、共振器構造によって発光領域内を幾度も反射させられるため、光は同相状態で増幅されて定常的に発振し、位相の揃った光であるレーザー光がハーフミラーである端面から放射される。
一般的には、共振器を半導体基板と平行に作り込み、へき開した側面から光が出射する構造である。このような構造の半導体レーザを一般的に端面発光レーザー (Edge Emitting Laser, EEL) と呼ぶ。一方、光が半導体基板と垂直に出射する構造のレーザーを面発光レーザ (Surface Emitting Laser, SEL) と呼び、中でも共振器を半導体基板と垂直に作り込んだ面発光レーザは垂直共振器面発光レーザー（Vertical Cavity Surface Emitting Laser, VCSEL、ビクセル）と呼ばれる。共振器を外部に持つ外部共振器型垂直面発光レーザー (VECSEL) も普及しつつある。

## LEDとの比較

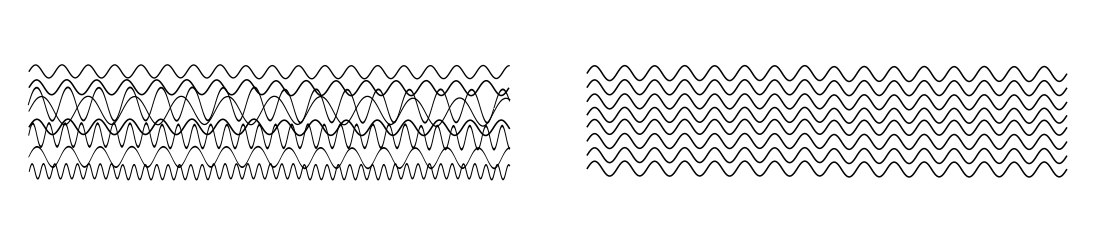
インコヒーレントな光とコヒーレントな光の違い
左：インコヒーレントな光
右：コヒーレントな光

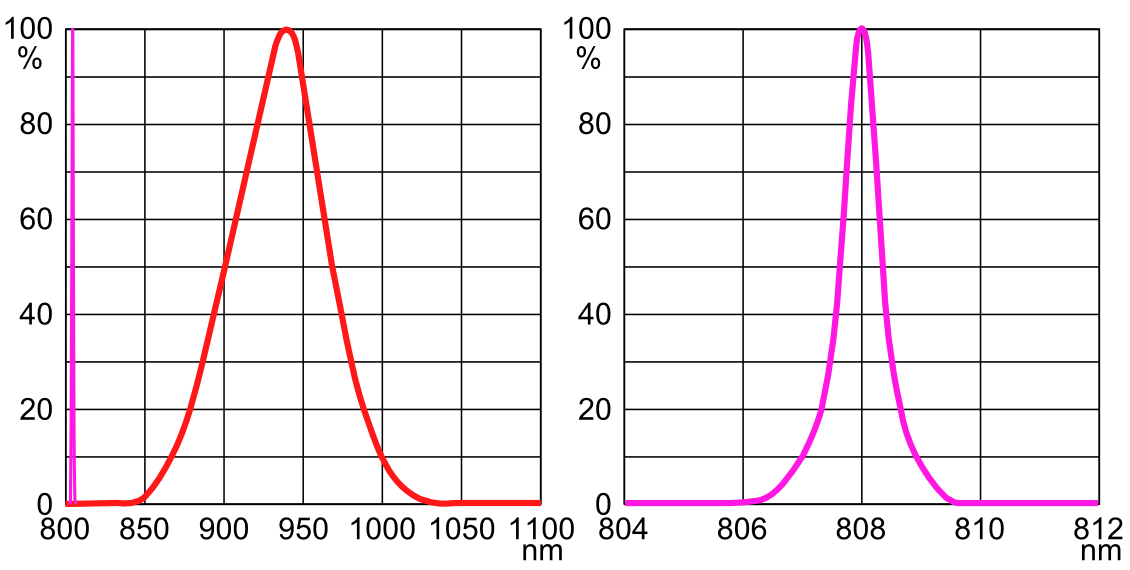
LEDとLDの比較
左：通常の赤外発光LED(ピーク波長940nm)
右：赤外発光LD(ピーク波長808nm)

一言でいうと、半導体レーザーはレーザー発振の条件を満たしたLEDである。両者は半導体のPN結合に流れる電流のエネルギーで発光するなど、共通点が多く、発光用の電源回路などはほとんど同じものが利用できる。ただし、半導体レーザーは活性層構造とへき開面というキャビティ構造によって共振器を構成する必要があり、光の放射にはLDに特有の性質が伴う。

### 光
LEDの発光は波長や振幅にばらつきがあるが、LDでは比較的そのばらつきが少なく、ほとんど揃っていると言える。例えば赤外線発光LEDと赤外線発光LDで比較してみると、ピーク波長に対する相対光出力が50%となる波長の広がりは、LEDで900-970nmと70nm幅であるのに対して、LDでは807.5-808.5nm弱と1nm以下になっており、その比は70倍以上である。また、LDの光は波長だけでなく位相も揃っており、このような光は「コヒーレント光」と呼ばれる。コヒーレント光はレンズなどで収束させる場合でも色収差が起きないなど光学系の設計が単純なまま高精度に作れる利点があり、また、コヒーレント光同士が互いに干渉しあう性質から精密測定分野でも利用される。光の出力方向についても、LEDはある程度の広がりを持って出てくるが、ストライプ型LDでは出射端面が薄い板状なので、回折により楕円ビームが出射される。また、LDでは半導体材料の性質により発振に優位な方向の直線偏光となる。この方向は一般に活性層のストライプ方向である。LEDや他の大多数の発光装置では偏光がランダムな無偏光光が生じるが、LDの光は偏光を伴って出力される。

### 変調
半導体レーザーは光による共振が生じることで発光するため、特定の値以上の電流が流れないとLEDと同じく自然放出光を出射する。これは「閾値電流特性」と呼ばれ、閾値電流以上の電流注入でレーザー光が出てくる。また、この閾値近くでの電流の増減では、極めて高い感度で光出力の切り替えが行えるため、GHz領域での変調も可能となっている。

## レーザー発振による放射光

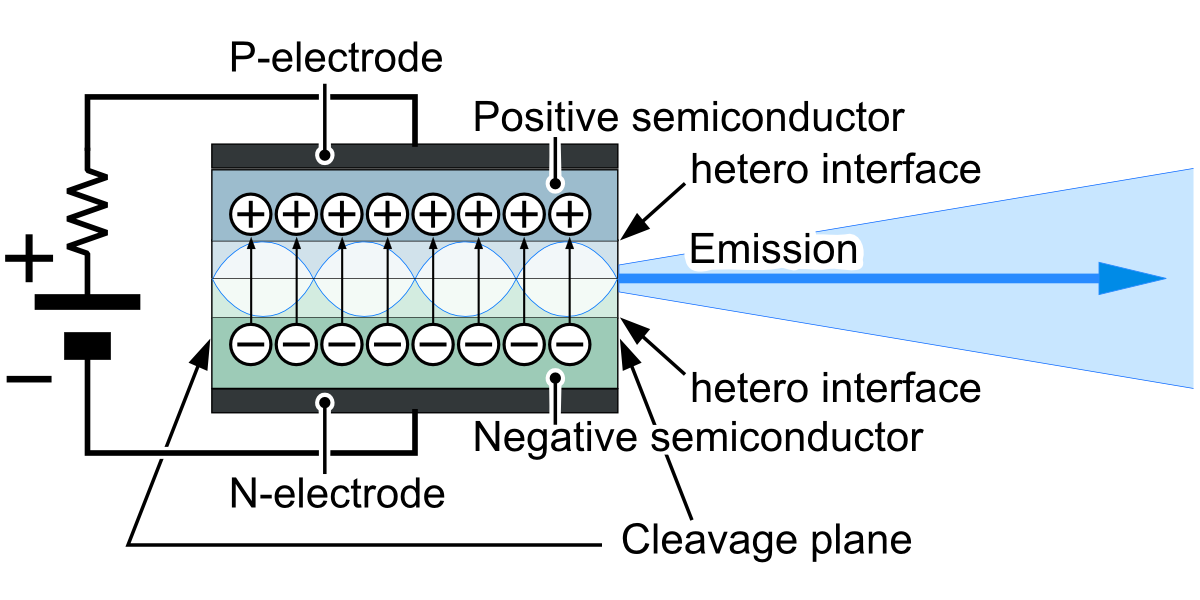
半導体レーザーのダブルヘテロ構造によるファブリ・ペロー共振器

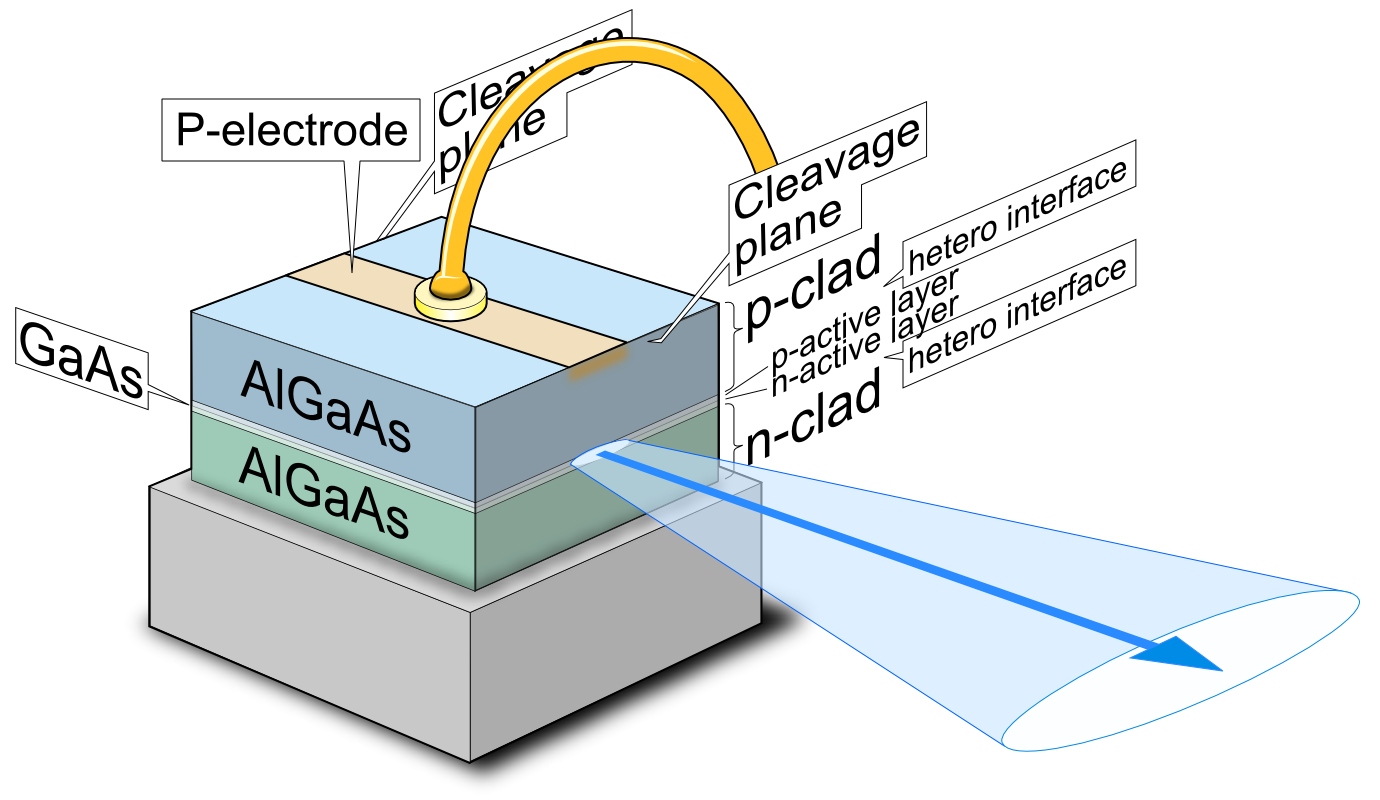
半導体レーザーの構造例
上下のヘテロ界面と左右の電界が加わる範囲内で誘導放出された光がへき界面で何度も反射されることで共振が起こり、ハーフミラーである一方の端面からコヒーレントな光が放出される。

LDは多くのLEDと同様にダブルヘテロ構造を備えた光学半導体であるが、LEDと異なりLDはへき開によって作られた活性層の片側が半反射する鏡（ハーフミラー）と高反射率の鏡面になっている。これらの反射面は屈折率の異なる層で構成されており、活性層を挟むクラッド層との境界面も同様に屈折率が異なるためにこちらは全反射して光が漏れにくい構造になっている。また、クラッド層の外部にはストライプ状の電極が備わっており、電界が加わる領域を細く限定している。ストライプ電極から5V程度の電圧が印加されることで電子がクラッド層を経由して活性層内を流れると、途中の原子は励起され自然放射によって最初の光子が放たれる。光子が周囲に放射されると今度は電界によって活性化されていた原子は誘導放射し、入射光と同じ波長、同じ位相の光が放たれる。最初の入射光はそのまま通過するので、誘導放射の過程での出射光は入射光よりも大きくなる。この反応は連鎖的に行われ光量は増すが、両端部の反射面との間を幾度も反射を繰り返しながら往復する光だけが強度を強めるので、やがて同じ波長（周波数）で同じ位相を持った光だけが主体となり、共振状態に至る。このような構造による共振器は「ファブリ・ペロー共振器」と呼ばれ、共振を起こす領域はクラッド層に挟まれた薄い活性層とストライプ電極の近傍、そしてへき開面の半反射鏡の内側に限定される。活性層はnmオーダーで作られるがストライプ電極などはμmオーダーであるため、光が誘導放射される領域は平たくなっている。
光はハーフミラーである一端から出射されるが、平たい領域から出るへき開面からの出射光も端面近傍では楕円形状となる。そして出射端面の開口が波長程度であるため光が回折し、すぐに放射光は楕円の向きが90度ねじれる。

## 歴史
- 1953年： ドイツのフォン・ノイマンが半導体レーザーのアイディアを講演や友人宛の手紙などで発表した[注 3]
- 1957年： 4月に東北大学の渡辺寧、西澤潤一が、半導体レーザーのアイデアを特許出願し、特許される（特公昭35-13787）[注 4]11月にゴードン・グールドは、自分の研究ノートに装置の図面と簡単な式とレーザー（Light Amplification by Stimulated Emission of Radiation：輻射の誘導放出による光増幅）という言葉を記した[3]。
- 1958年： ベル電話研究所のアーサー・シャウロウとチャールズ・タウンズは、レーザーの特許を出願[3]。
- 1960年：3月、米国特許庁はシャウロウとタウンズにアメリカ合衆国特許第 2,929,922号としてレーザーの特許を与えた[注 5]。
- 1962年： GE・IBM・MITの共同研究によって、ホモ接合構造による半導体レーザーの低温パルス発振に成功した。ニック・ホロニアックが半導体レーザーによる可視光の発振に成功した
- 1963年： ヘテロ接合によるレーザの低閾値化の提案（ハーバート・クレーマー）
- 1970年： 米国のベル研究所:林厳雄、M. B. Panish、ソ連アカデミージョレス・アルフェロフらによって、ほぼ同時期に、AlGaAs/GaAsダブルヘテロ接合構造半導体レーザーによる室温連続発振に成功した
- 1975年： 単一縦モード発振に向け分布帰還型 (DFB) レーザおよび分布反射型 (DBR) レーザの提案した
- 1977年： 伊賀健一が"VCSEL"を提案し、同年に最初のデバイスの開発した
- 1982年： 荒川泰彦、榊裕之らが量子ドットレーザーを提案した
- 1987年 : 11月、長年にわたる特許紛争の末、グールドに「反転分布生成のために衝突を採用した光増幅」としてアメリカ合衆国特許第 4,704,583号が与えられた
- 1994年： 米ベル研究所でカスケードレーザーが発明された
- 1996年： 日亜化学工業の中村修二が、InGaN/GaN青色半導体レーザの室温パルス発振に成功した
- 2000年： 「半導体ヘテロ接合の提案と実証」研究によってハーバート・クレーマー（米）、ジョレス・アルフェロフ（露）両博士へノーベル物理学賞が授与された

## 不得手な発光色
発光ダイオードと同様に、基本的な発光色は半導体内部の電荷（励起状態の電子と正孔）が再結合する時のバンドギャップのエネルギー差によってほぼ決定される。光学半導体として良好に機能する元素の組み合わせは限られるために、発光色はまばらに存在しており、幾つかの波長領域は不得意である。赤色や青色の半導体レーザーは量産されているが、黄色や緑色、中赤外線 (2-5μm) は実用的な発光効率を得るのが困難な傾向にあり、そのような波長ではガスレーザーなど半導体以外の材質が用いられることが多い。それでも新たな技術が開発されることで、半導体レーザーの発光色は広がり発光効率も向上している。
- 窒化ガリウムによる半導体レーザーの実現により、直接発振での紫外線-紫-青-青緑の発光が可能になっている（製品ラインアップの例）。窒化ガリウム製のレーザーは量産の難しさから比較的高価格であるが、青色の物は日亜化学工業に続いてソニーなどが生産しており、ゲーム機やBlu-ray Discなど民生品にも利用されている。
- 長波長の半導体レーザ光から短波長のレーザ光を発生させる手法としては、高調波発生(SHG,THG,FHGなど)も用いられ、光ピックアップなどに応用されることがある。
- 住友電気工業とソニーは共同で、従来、困難だった高出力の純緑色半導体レーザーを開発した[5]。

## 有機半導体レーザー
近年では無機半導体と比較して高い分子設計自由度を特徴とする有機半導体の特徴を利用したレーザーの研究が進められ、2000年7月にベル研究所で発振に成功したと伝えられたが、これは後に捏造であると判明した。その後も他の研究機関や大学で研究は継続され、徐々に成果が出つつある

## 応用
- 他のレーザーと比べ、小型で消費電力が少なく安価に製造出来るため、民生分野の情報機器などで広く用いられている。CDやDVDやBD等の光学ドライブの光ピックアップ、コピー機やレーザープリンター、光ファイバーを用いた通信機器などに利用されている。
- 高出力なものは1個の素子で5W以上、複数の素子を束ねたアレイとすることで数十Wの出力を持つ 例 や、数十kWもの出力を持つ 例 もある。こうした超高出力製品はレーザーマーカーやレーザー加工機などに応用される。
- レーザー光のもつ拡散しにくく遠距離まで届く性質から、測量機器や、物を指し示すための目印として使用するレーザーポインターとしても利用され、特に低出力赤色半導体レーザー素子の小型化・低電力化・低価格化と共に広く普及した[注 7]。
- PC用のマウスは通常は安価なLEDが用いられるが、半導体レーザーを用いたものは「レーザーマウス」と呼ばれ、ハイレンジに属するマウス製品も作られている[注 8]。
- 歯科用レーザーとしては比較的安価であるために、この半導体レーザーを用いた装置が日本では最も普及している。
- フォトレジストの光源としてデジタル・イメージングでの走査露光を行う場合に用いられる。主な用途は、平版印刷版とプリント基板である。